# Bembidiínos
Bembidiini é uma tribo de carabídeos da subfamília Trechinae.

## Subtribos
- Anillina Jeannel, 1937
- Bembidiina Stephens, 1827
- Tachyina Motschulsky, 1862
- Xystosomina Erwin, 1994